# Kanisiusschwestern
Die Kanisiusschwestern sind eine römisch-katholische Ordensgemeinschaft (Kongregation) der Schwestern des hl. Petrus Canisius in Bürglen bei Freiburg im Üechtland (Schweiz).

## Geschichte und Aufgaben
Die Ordensgemeinschaft wurde 1898 von dem Vikar Johannes Evangelist Kleiser (* 30. Oktober 1845 in Schollach (Schwarzwald), † 17. September 1919 in Freiburg) und Maria Wellauer (* 17. März 1876 in Lommis, † 7. April 1912 in Freiburg) gegründet. Die Gruppe hatte eine Doppelaufgabe: Sie sollte die deutschsprachigen Dienstbotinnen begleiten und der Verkündigung des Evangeliums durch das gedruckte Wort dienen („Presseapostolat“).
Die Schwestern sollen bis heute ein Leben führen „im Geiste der Familie von Nazareth, der gekennzeichnet ist durch ein unerschütterliches Gottvertrauen, einen tiefen Glauben, gelebte Einfachheit, Freude und Verfügbarkeit gegenüber den Brüdern und Schwestern, besonders den Bedürftigen und denen, die sich an uns wenden.“ (aus den Konstitutionen)
In Freiburg betreiben die Kanisiusschwestern das Foyer St-Canisius, in dem sie neun möblierte Zimmer und vier unmöblierte Studios an Studentinnen und alleinstehende Frauen vermieten. Ausserdem betreiben die Schwestern den Kanisius-Verlag, in dem seit 1909 der Freiburger Volkskalender veröffentlicht wird. Die Kanisius-Buchhandlung gehört seit 2016 zur Gruppe der Schweizer Buchhandlungen Lüthy, Balmer, Stocker und Schoch.
Die Kanisiusschwestern sind seit 1951 unter dem Namen Irmas canisianas auch in Brasilien tätig. Die Ordensleitung (Generalat) befindet sich in Brasilien. Gegenwärtig sind ca. 25 Schwestern in Freiburg sowie ca. 65 Schwestern in Brasilien in zehn Niederlassungen in sieben Bundesstaaten tätig. Die dortigen Hauptaufgaben sind Sozialarbeit mit Familien und Strassenkindern, Schule, Pastoralarbeit und Buchhandlungen.